# Marx–Engels Könyvtár
Marx–Engels Könyvtár – Jordáky Lajos szerkesztésében és bevezetőivel, a kolozsvári Magyar Tudományegyetem Társadalompolitikai Intézetének kiadásában 1945-ben megjelent sorozat, amely az eredeti marx–engelsi szövegekkel ismertette meg a romániai magyar olvasót.

## A sorozat tagjai
Összesen 6 füzete jelent meg: elsőnek A kommunista kiáltvány Ipolyi Tamás fordításában, majd A kommunizmus alapelvei c. szemelvénygyűjtemény. A soron következő kötetek Karl Marx: Bér, ár, profit (Bokányi Dezső fordításában), Marx: Bérmunka és tőke (Weltner Jakab fordításában), egy Marx–Engels: A magyar forradalomról c. válogatás és végül Engels: A szocializmus fejlődése az utópiától a tudományig.
A sorozatot az 1946-tól intenzívvé váló magyar nyelvű párt-könyvkiadás szorította ki.